# Science-Fiction magazine
SF-Mag
Science-Fiction magazine : Toutes les dimensions de l'Imaginaire, ou encore SF-Mag est un magazine trimestriel consacré à la science-fiction (littérature, films, jeux...), et plus généralement aux domaines de l'imaginaire (SF, fantasy, fantastique). Créé en 1998, ce magazine vendu en kiosque a connu une histoire tourmentée, plusieurs changements d'éditeurs et de responsables, une périodicité variable (mensuel ou bimestriel) ainsi que quelques interruptions de publications.
Le rédacteur en chef dès 1999 est Alain Pelosato, alias l'écrivain Pierre Dagon. 

## Historique

### Prélude: 1996-1997
La revue-fanzine Ozone compta 8 numéros de fin 1995 à 1997, et fut le prélude à Science-Fiction magazine. Cette première revue était dirigée par Henri Loevenbruck et Alain Névant.

### PériodeSARL Ozone: 1998
Le premier numéro de Science-Fiction magazine, « Le magazine de la culture SF » paraît en avril 1998, édité par la SARL Ozone. Directeur de publication, Henri Loevenbruck assure également la fonction de rédacteur en chef, toujours en compagnie d'Alain Névant. Le magazine comporte alors soixante-douze pages dont huit en couleurs.

### PériodeFlammarion: 1999
Début 1999 après quatre numéros, le groupe Flammarion propose aux deux créateurs de la SARL Ozone et du magazine de lancer sa distribution en kiosque. Le capital passe alors de 50 000 F à 625 000 F. Le sous-titre du magazine devient Toute la culture SF, il passe à 82 pages couleur, et reprend sa numérotation au numéro 1. Le directeur de la publication est désormais Jean-Christophe Delpierre, également directeur de Fluide glacial, Henri Loevenbruck et Alain Névant conservant leurs postes. Fin 1999 est publié un premier hors-série Cinéma, spécial Star Wars.
Ce mariage ne va pas durer. La parution est suspendue après 13 numéros (4 de la première série, 8 de la seconde et 1 hors-série). L'équipe dirigeante se met à la recherche d'un acheteur. 
Plusieurs repreneurs se manifestent, dont un groupe de presse spécialisé dans les jeux vidéo et les éditions Naturellement (association dirigée par Alain Pelosato). L'équipe d'Alain Pelosato étant davantage spécialisée dans la science-fiction, les responsables du magazine préfèrent céder le titre à celui-ci, dans l'espoir de satisfaire les lecteurs de la revue. Alain Pelosato créé donc la SARL éditions Naturellement qui rachète le titre.

### PériodeNaturellement: 2000-2003
Le rachat s'effectue au printemps 2000. Une nouvelle équipe rédactionnelle est constituée, avec à sa direction Marc Bailly (également rédacteur en chef de la revue belge Phénix). Toute la nouvelle rédaction se trouve donc en Belgique, sauf Alain Pelosato qui est directeur de publication.
À compter du numéro 18, le sous-titre devient « Un univers entre cinéma et littérature. » Le rythme de parution s'accélère alors, devenant mensuel. Une dizaine de hors-séries sont également publiés, des « SFmag présente » (un dossier sur un thème le plus souvent fantastique accompagné d'un court roman) en alternance avec des numéros hors-séries dédiés à un film (le seigneur des anneaux, Star Wars épisode II, etc.).
Dès la parution du numéro  9, il s'avère que les ventes ne suffiront pas à payer les pigistes. Le bénévolat commence à faire son entrée dans le magazine. Début 2006, plusieurs personnes de la première heure travaillent encore bénévolement pour SF-Mag.
Mais les difficultés s'amoncellent. Le distributeur Distique dépose une deuxième fois le bilan, entraînant avec lui l'association éditions Naturellement. Or la SARL propriétaire du titre porte le même nom. Elle décide alors de reprendre les retours de livres de l'association, ce qui signera sa perte.
Les efforts pour sauver le titre sont vains, aucun sociétaire n'accepte de renflouer la SARL. Le gérant minoritaire Alain Pelosato demande à recevoir le titre SF-Mag en compensation des sommes importantes qu'il a mises dans la société. L'acte de vente est signé et le titre SF-Mag lui appartient désormais.
La SARL éditions Naturellement est déclarée en cessation de paiement au tribunal de commerce de Bobigny en avril 2003, après 31 numéros de SF-Mag (du numéro  9 au numéro  31, plus 8 hors-série). La liquidation judiciaire est close en automne 2005.

### Quatrième période: 2003-2004
Alain Pelosato crée une EURL de presse (sfm éditions) qui édite SF-Mag à partir du numéro 32, sans interruption de publication (le rythme est alors mensuel). À partir du numéro 37, le sous-titre devient « Toutes les dimensions de l'imaginaire », puis la présentation de la couverture change à partir du numéro 40. Le magazine reste mensuel jusqu'au numéro 43, en avril 2004, date à laquelle le titre s'arrête brutalement. Un seul hors-série sera édité pendant cette période.
Après la reprise du titre, Alain Pelosato déclare sortir personnellement ruiné de l'aventure, ayant perdu ses biens et cherchant la solution du dossier de surendettement pour pouvoir se nourrir. Il indique avoir dû repartir de zéro et reconstituer une équipe de bénévoles, les rédacteurs en chef précédents ayant refusé de travailler bénévolement.
Cumulant les fonctions de directeur de publication et de rédacteur en chef, il est tombé malade d'épuisement. L'arrêt brutal de parution ayant créé des problèmes de trésorerie dans une toute petite société de presse déjà en difficulté, l'argent manquera pour redémarrer après le rétablissement de sa santé.

### Période actuelle: depuis mi-2005
Après plus d'une année d'interruption, et grâce à quelques sponsors, le magazine revient dans les kiosques avec le numéro 44 paru en juillet 2005. Le titre abandonne la présentation précédente (qui n'aura duré que 4 numéros) pour un retour à une couverture proche de celle qu'il possédait depuis fin 1999. Le magazine retrouve également le rythme périodique bimestriel de ses débuts, avant de devenir trimestriel.
Après avoir changé de format (en 2024 il est toujours au format 210 × 150 mm) le magazine a changé de maquette à partir du numéro 89, en septembre 2015. 
En mai 2025, le numéro 125 est publié dans les kiosques, toujours en format 210 × 150 mm.